# Тура (титул)
Тура титул (узб. To'ra) – был тюркским титулом, встречающимся в различных государствах, включая Хорезмшахов, Карлуков, Караханидов и Кашгарцев. В Хорезме, в частности, этот титул сохранялся до завоевания Российской империей. Хотя к концу XVIII и началу XIX веков он мог быть уже в основном символическим, он все еще существовал в государстве Хорезм до его падения.
В 1873 году Хорезмское государство, одно из узбекских ханств, было завоевано Российской империей, что привело к прекращению существования титула "тура" в этом регионе. Государство Хорезм, последние годы своей существование в русских источниках написано как Хивинская ханство. В честь города Хивы.